# Беккюм
Беккюм (нід. Beckum) — село в нідерландській провінції Оверейсел. Входить до муніципалітету Генгело.
Його площа становить 3,93 км², а населення станом на 2021 рік складало 175 осіб.
Перша згадка про населений пункт датується 1268 роком.